# Ян Корнеліс Рейнст
Ян Корнеліс Рейнст (нід. Jan Cornelis Reijnst; 23 січня 1798 — 11 жовтня 1871) — голландський колоніальний службовець. Виконував обов'язки генерал-губернатора Голландської Ост-Індії з 1844 по 1845 роки.

## Біографія
Ян Корнеліс Рейнст був четвертою дитиною Пітера Гендріка Рейнста і Сюзанни Ігнатії Раденмахер. Його родичем був генерал-губернатор Ост-Індії Герард Рейнст. Його батько в майбутньому став бургомістром Арнема.
В 1816 році він разом з батьком прибув до Батавії, де вступив на державну службу. Він послідовно працював клерком і комісаром в Головній аудиторській палаті Голландської Ост-Індії, секретарем в Чиребоні, секретарем головного фінансового інспектора Батавії, і резидентом (нід. resident) в Самбасі на Борнео. В 1822 році Рейнст повернувся до Батавії, де працював секретарем митної комісії.
З 1823 по 1826 роки Рейнст жив в Палембанзі на Суматрі. В 1826 році він був призначений директором торговельних і громадських складів. Він суміщав цю відповідальну посаду з посадою виконувавча обов'язків генерального секретаря (з 1827) і виконувача обов'язків генерального директора з фінансів (з 1829). З 1836 по 1850 рік Рейнст був членом Ради Індій.
Після раптової смерті генерал-губернатора Пітера Меркуса Ян Корнеліс Рейнст виконував обов'язки генерал-губернатора (з 5 серпня 1844 року по 30 вересня 1845 року).
На своїй посаді Рейнст заборонив обмін банкнот на срібло. Це рішення було прийняте з метою запобігти кризі Яванського Банку. Також рейнст видав декілька указів, що розширювали сферу впливу Нідерландів. Відмовившись від політики стриманості, він активно впливав на місцеві султанати. Це рішення було часко спровоковане активністю британців (зокрема, Джеймса Брука) на півночі Борнео, в Сараваку.
В 1850 році Рейнс пішов у відставку. Він займався благочинністю, зокрема, побудував дитячий будинок для хлопчиків в Сурабаї. Він помер 11 жовтня 1871 року в Гаазі.